# Opere di Raffaello
Questa pagina elenca, in ordine cronologico e divise per categorie, le opere di Raffaello Sanzio, pittore e architetto italiano dell'alto Rinascimento, tradizionalmente  uno dei tre grandi maestri del periodo, costituendo una ideale "triade dell'arte" con Leonardo da Vinci e Michelangelo Buonarroti.
Raffaello fu un artista estremamente prolifico: nonostante venne colto prematuramente dalla morte a soli 37 anni, ha lasciato una notevole mole di lavori pittorici, eseguiti interamente di suo pugno o con la collaborazione di vari allievi e assistenti. Il suo stile, celebre per le forme e le composizioni serene e armoniose, esercitò un'enorme influenza durante il suo tempo e quello immediatamente successivo. Dopo un periodo di disinteresse in favore del suo grande rivale Michelangelo, lo stile di Raffaello tornò nuovamente alla ribalta a partire dal XVIII secolo in poi fino ai giorni nostri.
I dipinti mobili, fra cui le celebri Madonne e le pale d'altare, sono largamente dispersi (intatti o smembrati) in vari musei d'Europa e delle Americhe; quelli immobili, invece, sono per la maggior parte nella Città del Vaticano o altrimenti in Italia.

## Affreschi
| Immagine | Titolo                             | Data         | Dimensioni                               | Luogo                                           | Stato              | Annotazioni | N. |
| -------- | ---------------------------------- | ------------ | ---------------------------------------- | ----------------------------------------------- | ------------------ | --- | -- |
|          | Madonna di Casa Santi              | c. 1498      | 97×67 cm                                 | Casa di Raffaello, Urbino                       | Italia             | Prima opera conosciuta. |    |
|          | Cappella di San Severo             | c. 1505–1508 | 389×175 cm                               | Chiesa di San Severo, Perugia                   | Italia             | L'affresco venne completato dal Perugino, dopo l'abbandono e poi la morte di Raffaello. |    |
|          | Primo moto                         | c. 1508      | 120×105 cm                               | Musei Vaticani                                  | Città del Vaticano | È parte del ciclo di affreschi della volta della Stanza della Segnatura, una delle quattro Stanze di Raffaello. |    |
|          | Giudizio di Salomone               | c. 1508      | 120×105 cm                               | Musei Vaticani                                  | Città del Vaticano | È parte del ciclo di affreschi della volta della Stanza della Segnatura, una delle quattro Stanze di Raffaello. |    |
|          | Adamo ed Eva                       | c. 1508      | 120×105 cm                               | Musei Vaticani                                  | Città del Vaticano | È parte del ciclo di affreschi della volta della Stanza della Segnatura, una delle quattro Stanze di Raffaello. |    |
|          | Apollo e Marsia                    | c. 1508      | 120×105 cm                               | Musei Vaticani                                  | Città del Vaticano | È parte del ciclo di affreschi della volta della Stanza della Segnatura, una delle quattro Stanze di Raffaello. |    |
|          | Teologia                           | c. 1508      | 180 cm di diametro                       | Musei Vaticani                                  | Città del Vaticano | È parte del ciclo di affreschi della volta della Stanza della Segnatura, una delle quattro Stanze di Raffaello. |    |
|          | Giustizia                          | c. 1508      | 180 cm di diametro                       | Musei Vaticani                                  | Città del Vaticano | È parte del ciclo di affreschi della volta della Stanza della Segnatura, una delle quattro Stanze di Raffaello. |    |
|          | Filosofia                          | c. 1508      | 180 cm di diametro                       | Musei Vaticani                                  | Città del Vaticano | È parte del ciclo di affreschi della volta della Stanza della Segnatura, una delle quattro Stanze di Raffaello. |    |
|          | Poesia                             | c. 1508      | 180 cm di diametro                       | Musei Vaticani                                  | Città del Vaticano | È parte del ciclo di affreschi della volta della Stanza della Segnatura, una delle quattro Stanze di Raffaello. |    |
|          | Disputa del Sacramento             | c. 1509–1510 | 770×500 cm                               | Musei Vaticani                                  | Città del Vaticano | È parte del ciclo di affreschi delle pareti della Stanza della Segnatura, una delle quattro Stanze di Raffaello. |    |
|          | Scuola di Atene                    | c. 1509–1511 | 770×500 cm                               | Musei Vaticani                                  | Città del Vaticano | È parte del ciclo di affreschi delle pareti della Stanza della Segnatura, una delle quattro Stanze di Raffaello. |    |
|          | Parnaso                            | c. 1509–1511 | 670 cm di lunghezza                      | Musei Vaticani                                  | Città del Vaticano | È parte del ciclo di affreschi delle pareti della Stanza della Segnatura, una delle quattro Stanze di Raffaello. |    |
|          | Virtù e la Legge                   | c. 1511      | 660 cm di lunghezza                      | Musei Vaticani                                  | Città del Vaticano | È parte del ciclo di affreschi delle pareti della Stanza della Segnatura, una delle quattro Stanze di Raffaello. |    |
|          | Trionfo di Galatea                 | c. 1511      | 295×225 cm                               | Villa Farnesina, Roma                           | Italia             | |    |
|          | Profeta Isaia                      | c. 1511–1512 | 250×155 cm                               | Basilica di Sant'Agostino in Campo Marzio, Roma | Italia             | |    |
|          | Roveto ardente                     | c. 1511      | circa 390 cm di lunghezza                | Musei Vaticani                                  | Città del Vaticano | È parte del ciclo di affreschi della volta della Stanza di Eliodoro, una delle quattro Stanze di Raffaello. |    |
|          | Scala di Giacobbe                  | c. 1511      | circa 340 cm di lunghezza                | Musei Vaticani                                  | Città del Vaticano | È parte del ciclo di affreschi della volta della Stanza di Eliodoro, una delle quattro Stanze di Raffaello. |    |
|          | Apparizione di Dio a Noè           | c. 1511      | circa 390 cm di lunghezza                | Musei Vaticani                                  | Città del Vaticano | È parte del ciclo di affreschi della volta della Stanza di Eliodoro, una delle quattro Stanze di Raffaello. |    |
|          | Sacrificio di Isacco               | c. 1511      | circa 340 cm di lunghezza                | Musei Vaticani                                  | Città del Vaticano | È parte del ciclo di affreschi della volta della Stanza di Eliodoro, una delle quattro Stanze di Raffaello. |    |
|          | Cacciata di Eliodoro dal tempio    | c. 1511–1512 | 750×500 cm                               | Musei Vaticani                                  | Città del Vaticano | È parte del ciclo di affreschi delle pareti della Stanza di Eliodoro, una delle quattro Stanze di Raffaello. |    |
|          | Messa di Bolsena                   | c. 1512      | 660×500 cm                               | Musei Vaticani                                  | Città del Vaticano | È parte del ciclo di affreschi delle pareti della Stanza di Eliodoro, una delle quattro Stanze di Raffaello. |    |
|          | Liberazione di san Pietro          | c. 1513–1514 | 660×500 cm                               | Musei Vaticani                                  | Città del Vaticano | È parte del ciclo di affreschi delle pareti della Stanza di Eliodoro, una delle quattro Stanze di Raffaello. |    |
|          | Incontro di Leone Magno con Attila | c. 1514      | 750×500 cm                               | Musei Vaticani                                  | Città del Vaticano | È parte del ciclo di affreschi delle pareti della Stanza di Eliodoro, una delle quattro Stanze di Raffaello. |    |
|          | Sibille e angeli                   | c. 1514      | ???×615 cm                               | Chiesa di Santa Maria della Pace, Roma          | Italia             | |    |
|          | Incendio di Borgo                  | c. 1514      | 500×670 cm                               | Musei Vaticani                                  | Città del Vaticano | È parte del ciclo di affreschi delle pareti della Stanza dell'Incendio di Borgo, una delle quattro Stanze di Raffaello. |    |
|          | Battaglia di Ostia                 | c. 1514–1515 | 500×770 cm                               | Musei Vaticani                                  | Città del Vaticano | È parte del ciclo di affreschi delle pareti della Stanza dell'Incendio di Borgo, una delle quattro Stanze di Raffaello. |    |
|          | Stufetta del cardinal Bibbiena     | c. 1516      | circa 250 cm per lato + volta a crociera | Palazzo Apostolico                              | Città del Vaticano | Commistione di pareti affrescate e decorazioni a stucco. |    |
|          | Incoronazione di Carlo Magno       | c. 1516–1517 | circa 500×670 cm                         | Musei Vaticani                                  | Città del Vaticano | È parte del ciclo di affreschi delle pareti della Stanza dell'Incendio di Borgo, una delle quattro Stanze di Raffaello. |    |
|          | Giuramento di Leone III            | c. 1516–1517 | circa 500×670 cm                         | Musei Vaticani                                  | Città del Vaticano | È parte del ciclo di affreschi delle pareti della Stanza dell'Incendio di Borgo, una delle quattro Stanze di Raffaello. |    |
| -        | Sala dei Chiaroscuri               | c. 1517–1518 | -                                        | Musei Vaticani                                  | Città del Vaticano | La sala presentava un ciclo di affreschi monocromi rappresentati apostoli e santi realizzato da Raffaello e la sua bottega. Già a metà Cinquecento gli affreschi risultavano fortemente compromessi e vennero quindi distrutti e ridipinti ex novo dai fratelli Taddeo e Federico Zuccari. |    |
|          | Loggia di Psiche                   | c. 1518      | -                                        | Villa Farnesina, Roma                           | Italia             | Opera di bottega (Giovan Francesco Penni, Giulio Romano e Giovanni da Udine) su disegni del maestro. |    |
|          | Loggia di Raffaello                | c. 1518–1519 | -                                        | Palazzo Apostolico                              | Città del Vaticano | Commistione di pareti affrescate e decorazioni a stucco. Opera di bottega su disegni del maestro, è una delle tre Logge di Raffaello. |    |
| -        | Prima Loggia                       | c. 1518–1519 | -                                        | Palazzo Apostolico                              | Città del Vaticano | Commistione di pareti affrescate e decorazioni a stucco. Opera di bottega su disegni del maestro, era una delle tre Logge di Raffaello. |    |
|          | Loggetta del cardinal Bibbiena     | c. 1519      | -                                        | Palazzo Apostolico                              | Città del Vaticano | Commistione di pareti affrescate e decorazioni a stucco. Opera di bottega su disegni del maestro, è una delle tre Logge di Raffaello. |    |
| -        | Comitas e Iustitia                 | c. 1520      | -                                        | Musei Vaticani                                  | Città del Vaticano | È parte del ciclo di affreschi delle pareti della Sala di Costantino, una delle quattro Stanze di Raffaello. |    |

## Architettura
| Immagine | Opera architettonica                | Data di progettazione | Luogo                                    | Stato  | Annotazioni | N. |
| -------- | ----------------------------------- | --------------------- | ---------------------------------------- | ------ | --- | -- |
|          | Cappella Chigi                      | c. 1507               | Basilica di Santa Maria del Popolo, Roma | Italia | La cupola è internamente decorata da mosaici realizzati su cartoni dello stesso Raffaello. Oltre a lui, vi lavorarono vari artisti, tra cui successivamente anche Gian Lorenzo Bernini. |    |
|          | Chiesa di Sant'Eligio degli Orefici | c. 1509               | Roma                                     | Italia | Realizzata su progetto di Raffaello, completata da Baldassarre Peruzzi e Bastiano da Sangallo. La facciata, crollata, venne rifatta nel XVII secolo da Flaminio Ponzio. |    |
|          | Palazzo Pandolfini                  | c. 1513–1516          | Firenze                                  | Italia | Realizzato su progetto di Raffaello Sanzio da altri artisti, tra cui Bastiano da Sangallo, con varie modifiche e successivi restauri. |    |
|          | Palazzo Jacopo da Brescia           | c. 1515–1519          | Roma                                     | Italia | Il palazzo originale venne demolito nel 1936 per la realizzazione di Via della Conciliazione e poi ricostruito nel 1940 in altra sede. |    |
|          | Palazzo Alberini                    | c. 1515–1519          | Roma                                     | Italia | Giorgio Vasari attribuisce il progetto a Giulio Romano. Completato nel 1521 da Pietro Rosselli, subì successivamente varie modifiche. |    |
|          | Villa Madama                        | c. 1518               | Roma                                     | Italia | Raffaello morì poco dopo il disegno del progetto, la realizzazione venne eseguita da Antonio da Sangallo il Giovane con molti altri artisti. Durante il Sacco di Roma del 1527 la villa venne saccheggiata e in parte data alle fiamme; venne inizialmente ricostruita, ma subì poi un progressivo e lento decadimento fino all'inizio del XX secolo, quando venne restaurata e recuperata. |    |
|          | Palazzo Branconio dell'Aquila       | c. 1520               | Roma                                     | Italia | Raffaello morì poco dopo il disegno del progetto. Il palazzo venne distrutto nel 1660. |    |

## Dipinti
| Immagine | Titolo                                                                            | Data         | Dimensioni                                                                                        | Tecnica e supporto                 | Luogo | Stato | Annotazioni | N.    |
| -------- | --------------------------------------------------------------------------------- | ------------ | ------------------------------------------------------------------------------------------------- | ---------------------------------- | --- | --- | --- | ----- |
|          | Trinità con i santi Rocco e Sebastiano                                            | c. 1499      | 166×94 cm                                                                                         | olio su tela                       | Pinacoteca Comunale, Città di Castello                                                                    | Italia | L'opera era parte dello Stendardo della Santissima Trinità, in cui formava un tutt'uno con la Creazione di Eva.                                                  | [ 3 ] |
|          | Creazione di Eva da Adamo                                                         | c. 1499      | 166×94 cm                                                                                         | olio su tela                       | Pinacoteca Comunale, Città di Castello                                                                    | Italia | L'opera era parte dello Stendardo della Santissima Trinità, in cui formava un tutt'uno con la Trinità con i santi Rocco e Sebastiano.                            |       |
|          | Resurrezione di Cristo                                                            | c. 1499–1502 | 57×47 cm                                                                                          | olio su tavola                     | Museo d'Arte, San Paolo                                                                                   | Brasile | |       |
|          | Angelo                                                                            | c. 1500–1501 | 31×27 cm                                                                                          | olio su tavola trasportato tela    | Pinacoteca Tosio Martinengo, Brescia                                                                      | Italia | In collaborazione con Evangelista da Pian di Meleto. Uno dei sei frammenti superstiti della distrutta Pala Baronci.                                              |       |
|          | Angelo                                                                            | c. 1500–1501 | 57×36 cm                                                                                          | olio su tavola                     | Museo del Louvre, Parigi                                                                                  | Francia | In collaborazione con Evangelista da Pian di Meleto. Uno dei sei frammenti superstiti della distrutta Pala Baronci.                                              |       |
|          | Eterno tra cherubini e testa di Madonna                                           | c. 1500–1501 | 112×75 cm (Eterno tra cherubini)51×41 cm (Testa di Madonna)                                       | olio su tavola                     | Museo nazionale di Capodimonte, Napoli                                                                    | Italia | In collaborazione con Evangelista da Pian di Meleto. Due dei sei frammenti superstiti della distrutta Pala Baronci.                                              |       |
|          | Nicola da Tolentino resuscita due colombe                                         | c. 1500–1501 | 29.2×54 cm                                                                                        | olio su tavola                     | Detroit Institute of Arts, Detroit                                                                        | Stati Uniti | In collaborazione con Evangelista da Pian di Meleto. Uno dei sei frammenti superstiti della distrutta Pala Baronci. Parte della predella.                        |       |
|          | Nicola da Tolentino soccorre un fanciullo che annega                              | c. 1500–1501 | 26.7×51.8 cm                                                                                      | olio su tavola                     | Detroit Institute of Arts, Detroit                                                                        | Stati Uniti | In collaborazione con Evangelista da Pian di Meleto. Uno dei sei frammenti superstiti della distrutta Pala Baronci. Parte della predella                         |       |
|          | Madonna Solly                                                                     | c. 1500–1504 | 52×38 cm                                                                                          | olio su tavola                     | Gemäldegalerie, Berlino                                                                                   | Germania | |       |
|          | Madonna col Bambino tra i santi Girolamo e Francesco                              | c. 1500–1504 | 34×29 cm                                                                                          | olio su tavola                     | Gemäldegalerie, Berlino                                                                                   | Germania | |       |
|          | San Sebastiano                                                                    | c. 1501–1502 | 43×34 cm                                                                                          | olio su tavola                     | Accademia di Belle Arti "Giacomo Carrara", Bergamo                                                        | Italia | |       |
|          | Crocifissione Gavari                                                              | c. 1502–1503 | 283.3×167.3 cm                                                                                    | olio su tavola                     | National Gallery, Londra                                                                                  | Regno Unito | Firmato "RAPHAEL/ VRBIN / AS /.P.[INXIT]". |       |
|          | Eusebio di Cremona resuscita tre uomini dai morti con il mantello di San Girolamo | c. 1502–1503 | 25.6×43.9 cm                                                                                      | olio su tavola                     | Museo nazionale d'arte antica, Lisbona                                                                    | Portogallo | Parte della predella della Crocifissione Gavari. |       |
|          | San Girolamo salva Silvano e punisce l'eretico Sabiniano                          | c. 1502–1503 | 25.7×41.9 cm                                                                                      | olio su tavola                     | Museo d'arte della Carolina del Nord, Raleigh                                                             | Stati Uniti | Parte della predella della Crocifissione Gavari. |       |
|          | Pala degli Oddi                                                                   | c. 1502–1504 | 267×163 cm                                                                                        | olio su tavola trasportato su tela | Pinacoteca vaticana                                                                                       | Città del Vaticano | |       |
|          | Annunciazione                                                                     | c. 1502–1504 | 27×50 cm                                                                                          | olio su tavola trasportato su tela | Pinacoteca vaticana                                                                                       | Città del Vaticano | Parte della predella della Pala degli Oddi. |       |
|          | Adorazione dei Magi                                                               | c. 1502–1504 | 27×50 cm                                                                                          | olio su tavola trasportato su tela | Pinacoteca vaticana                                                                                       | Città del Vaticano | Parte della predella della Pala degli Oddi. |       |
|          | Presentazione al Tempio                                                           | c. 1502–1504 | 27×50 cm                                                                                          | olio su tavola trasportato su tela | Pinacoteca vaticana                                                                                       | Città del Vaticano | Parte della predella della Pala degli Oddi. |       |
|          | Madonna di Pasadena                                                               | c. 1503      | 55×40 cm                                                                                          | olio su tavola                     | Norton Simon Museum, Pasadena                                                                             | Stati Uniti | |       |
|          | Ritratto virile                                                                   | c. 1503–1504 | 45×31 cm                                                                                          | olio su tavola                     | Galleria Borghese, Roma                                                                                   | Italia | |       |
|          | Ritratto virile                                                                   | c. 1503–1504 | 47×37 cm                                                                                          | olio su tavola                     | Liechtenstein Museum, Vienna                                                                              | Austria | |       |
|          | Pala Colonna                                                                      | c. 1503–1505 | 245×172.4 cm                                                                                      | olio su tavola                     | Metropolitan Museum of Art, New York                                                                      | Stati Uniti | |       |
|          | Orazione nell'orto                                                                | c. 1503–1505 | 24×28 cm                                                                                          | olio su tavola                     | Metropolitan Museum of Art, New York                                                                      | Stati Uniti | Parte della predella della Pala Colonna. |       |
|          | Pietà                                                                             | c. 1503–1505 | 24×28 cm                                                                                          | olio su tavola                     | Isabella Stewart-Gardner Museum, Boston                                                                   | Stati Uniti | Parte della predella della Pala Colonna. |       |
|          | Andata al Calvario                                                                | c. 1503–1505 | 24×85 cm                                                                                          | olio su tavola                     | National Gallery, Londra                                                                                  | Regno Unito | Parte della predella della Pala Colonna. |       |
|          | San Francesco d'Assisi                                                            | c. 1503–1505 | 25×16 cm                                                                                          | olio su tavola                     | Dulwich Picture Gallery, Dulwich                                                                          | Regno Unito | Forse parte della Pala Colonna. |       |
|          | Sant'Antonio da Padova                                                            | c. 1503–1505 | 25×16 cm                                                                                          | olio su tavola                     | Dulwich Picture Gallery, Dulwich                                                                          | Regno Unito | Forse parte della Pala Colonna. |       |
|          | Ritratto di giovane                                                               | c. 1504      | 54×39 cm                                                                                          | olio su tavola                     | Museo di Belle Arti, Budapest                                                                             | Ungheria | |       |
|          | Ritratto del Perugino                                                             | c. 1504      | 57×42 cm                                                                                          | olio su tavola                     | Galleria degli Uffizi, Firenze                                                                            | Italia | Attribuzione incerta, forse opera di Lorenzo di Credi. |       |
|          | Sposalizio della Vergine                                                          | 1504         | 174×121 cm                                                                                        | olio su tavola                     | Pinacoteca di Brera, Milano                                                                               | Italia | Firmato e datato "RAPHAEL VRBINAS / MDIIII". |       |
|          | Madonna Diotallevi                                                                | c. 1504      | 69×50 cm                                                                                          | olio su tavola                     | Bode-Museum, Berlino                                                                                      | Germania | |       |
|          | Madonna Conestabile                                                               | c. 1504      | 17.9×17.9 cm                                                                                      | olio su tavola                     | Ermitage, San Pietroburgo                                                                                 | Russia | |       |
|          | Madonna del Granduca                                                              | c. 1504      | 84.4×55.9 cm                                                                                      | olio su tavola                     | Galleria Palatina di Palazzo Pitti, Firenze                                                               | Italia | |       |
|          | Sogno del cavaliere                                                               | c. 1504–1505 | 17.1×17.1 cm                                                                                      | olio su tavola                     | National Gallery, Londra                                                                                  | Regno Unito | Probabilmente parte di un dittico con le Tre Grazie di Chantilly.                                                                                                |       |
|          | Tre Grazie                                                                        | c. 1504–1505 | 17.1×17.1 cm                                                                                      | olio su tavola                     | Museo Condé, Chantilly                                                                                    | Francia | Probabilmente parte di un dittico con il Sogno del cavaliere di Londra.                                                                                          |       |
|          | Piccola Madonna Cowper                                                            | c. 1504–1505 | 58×43 cm                                                                                          | olio su tavola                     | National Gallery of Art, Washington                                                                       | Stati Uniti | |       |
|          | Madonna Terranuova                                                                | c. 1504–1505 | 87 cm di diametro (tondo)                                                                         | olio su tavola                     | Gemäldegalerie, Berlino                                                                                   | Germania | |       |
|          | Ritratto di Elisabetta Gonzaga                                                    | c. 1504–1505 | 52×37 cm                                                                                          | olio su tavola                     | Galleria degli Uffizi, Firenze                                                                            | Italia | Forse pendant con il Ritratto di Guidobaldo da Montefeltro. |       |
|          | Ritratto di Emilia Pia da Montefeltro                                             | c. 1504–1505 | 58×36 cm                                                                                          | olio su tavola                     | Baltimore Museum of Art, Baltimora                                                                        | Stati Uniti | |       |
|          | Pala Ansidei                                                                      | c. 1505      | 216.8×147.6 cm                                                                                    | olio su tavola                     | National Gallery, Londra                                                                                  | Regno Unito | |       |
|          | Predica di san Giovanni Battista                                                  | c. 1505      | 26.2×52 cm                                                                                        | olio su tavola                     | National Gallery, Londra                                                                                  | Regno Unito | Parte della predella della Pala Ansidei. |       |
|          | Ritratto di giovane con la mela                                                   | c. 1505      | 47×35 cm                                                                                          | olio su tavola                     | Galleria degli Uffizi, Firenze                                                                            | Italia | |       |
|          | San Michele e il drago (Piccolo San Michele)                                      | c. 1505      | 31×27 cm                                                                                          | olio su tavola                     | Museo del Louvre, Parigi                                                                                  | Francia | |       |
|          | San Giorgio e il Drago                                                            | c. 1505      | 31×27 cm                                                                                          | olio su tavola                     | Museo del Louvre, Parigi                                                                                  | Francia | |       |
|          | San Giorgio e il Drago                                                            | c. 1505–1506 | 28.5×21.5 cm                                                                                      | olio su tavola                     | National Gallery of Art, Washington                                                                       | Stati Uniti | Firmato "RAPHELLO / V[RBINAS]" |       |
|          | Dama col liocorno                                                                 | c. 1505–1506 | 65×51 cm                                                                                          | olio su tavola trasportato su tela | Galleria Borghese, Roma                                                                                   | Italia | |       |
|          | La Gravida                                                                        | c. 1505–1506 | 66×52 cm                                                                                          | olio su tavola                     | Galleria Palatina di Palazzo Pitti, Firenze                                                               | Italia | |       |
|          | Cristo benedicente                                                                | c. 1506      | 31.7×25.3 cm                                                                                      | olio su tavola                     | Pinacoteca Tosio Martinengo, Brescia                                                                      | Italia | |       |
|          | Autoritratto                                                                      | c. 1506      | 47.5×33 cm                                                                                        | olio su tavola                     | Galleria degli Uffizi, Firenze                                                                            | Italia | |       |
|          | Ritratto di Agnolo Doni                                                           | c. 1506      | 65×45 cm                                                                                          | olio su tavola                     | Galleria degli Uffizi, Firenze                                                                            | Italia | Pendant con il Ritratto di Maddalena Strozzi. |       |
|          | Ritratto di Maddalena Strozzi                                                     | c. 1506      | 63×45 cm                                                                                          | olio su tavola                     | Galleria degli Uffizi, Firenze                                                                            | Italia | Pendant con il Ritratto di Agnolo Doni. |       |
|          | Ritratto di Guidobaldo da Montefeltro                                             | c. 1506      | 69×52 cm                                                                                          | olio su tavola                     | Galleria degli Uffizi, Firenze                                                                            | Italia | Forse pendant con il Ritratto di Elisabetta Gonzaga. |       |
|          | Madonna d'Orleans                                                                 | c. 1506      | 29×21 cm                                                                                          | olio su tavola                     | Museo Condé, Chantilly                                                                                    | Francia | |       |
|          | Sacra Famiglia con san Giuseppe imberbe                                           | c. 1506      | 74×57 cm                                                                                          | olio su tavola                     | Ermitage, San Pietroburgo                                                                                 | Russia | |       |
|          | Sacra Famiglia con palma                                                          | c. 1506      | 101.5 cm di diametro (tondo)                                                                      | olio su tavola trasportato su tela | National Gallery of Scotland, Edimburgo                                                                   | Regno Unito | |       |
|          | Madonna del Belvedere                                                             | c. 1506      | 113×88 cm                                                                                         | olio su tavola                     | Kunsthistorisches Museum, Vienna                                                                          | Austria | |       |
|          | Madonna del Cardellino                                                            | c. 1506      | 107×77 cm                                                                                         | olio su tavola                     | Galleria degli Uffizi, Firenze                                                                            | Italia | |       |
|          | Madonna dei Garofani                                                              | c. 1506–1507 | 27.9×22.4 cm                                                                                      | olio su tavola                     | National Gallery, Londra                                                                                  | Regno Unito | |       |
|          | Madonna col Bambino e l'Agnello                                                   | c. 1506–1508 | 86×67 cm                                                                                          | olio su tavola                     | Collezione privata                                                                                        | CH -Geneve | Madonna della “Sacra Cintola” |       |
|          | Madonna Northbrook                                                                | c. 1507      | 107×77 cm                                                                                         | olio su tavola                     | Worcester Art Museum, Worcester                                                                           | Stati Uniti | |       |
|          | Belle Jardinière                                                                  | c. 1507      | 122×80 cm                                                                                         | olio su tavola                     | Museo del Louvre, Parigi                                                                                  | Francia | |       |
|          | Deposizione Borghese                                                              | 1507         | 184×176 cm                                                                                        | olio su tavola                     | Galleria Borghese, Roma                                                                                   | Italia | Scomparto centrale della smembrata Pala Baglioni. Firmato e datato "RAPHAEL VRBINAS MDVII".                                                                      |       |
|          | Fede                                                                              | 1507         | 16×44 cm                                                                                          | olio su tavola                     | Pinacoteca vaticana                                                                                       | Città del Vaticano | Parte della predella della Pala Baglioni. |       |
|          | Carità                                                                            | 1507         | 16×44 cm                                                                                          | olio su tavola                     | Pinacoteca vaticana                                                                                       | Città del Vaticano | Parte della predella della Pala Baglioni. |       |
|          | Speranza                                                                          | 1507         | 16×44 cm                                                                                          | olio su tavola                     | Pinacoteca vaticana                                                                                       | Città del Vaticano | Parte della predella della Pala Baglioni. |       |
|          | Putti e Grifoni                                                                   | 1507         | Quattro frammenti di fregio di differenti dimensioni (21×37 cm; 21×55 cm; 21×54.8 cm; 21×36.5 cm) | olio su tavola                     | Galleria nazionale dell'Umbria, Perugia                                                                   | Italia | Frammenti della fascia decorativa della Pala Baglioni. |       |
|          | Sacra Famiglia con l'agnello                                                      | c. 1507      | 29×21 cm                                                                                          | olio su tavola                     | Museo del Prado, Madrid                                                                                   | Spagna | |       |
|          | Sacra Famiglia Canigiani                                                          | c. 1507      | 131×107 cm                                                                                        | olio su tavola                     | Alte Pinakothek, Monaco di Baviera                                                                        | Germania | |       |
|          | Madonna Bridgewater                                                               | c. 1507      | 81×56 cm                                                                                          | olio su tavola trasportato su tela | National Gallery of Scotland, Edimburgo                                                                   | Regno Unito | |       |
|          | Madonna Colonna                                                                   | c. 1507      | 77.5×56.5 cm                                                                                      | olio su tavola                     | Gemäldegalerie, Berlino                                                                                   | Germania | |       |
|          | Santa Caterina d'Alessandria                                                      | c. 1507      | 72.2×55.7 cm                                                                                      | olio su tavola                     | National Gallery, Londra                                                                                  | Regno Unito | |       |
|          | La Muta                                                                           | c. 1507      | 64×48 cm                                                                                          | olio su tavola                     | Galleria nazionale delle Marche, Urbino                                                                   | Italia | |       |
|          | Madonna del Baldacchino                                                           | c. 1507–1508 | 276×224 cm                                                                                        | olio su tela                       | Galleria Palatina di Palazzo Pitti, Firenze                                                               | Italia | |       |
|          | Madonna Esterhazy                                                                 | c. 1508      | 29×21.5 cm                                                                                        | olio su tela                       | Museo di Belle Arti, Budapest                                                                             | Ungheria | |       |
|          | Grande Madonna Cowper                                                             | c. 1508      | 68×46 cm                                                                                          | olio su tavola                     | National Gallery of Art, Washington                                                                       | Stati Uniti | |       |
|          | Madonna Tempi                                                                     | c. 1508      | 75×51 cm                                                                                          | olio su tavola                     | Alte Pinakothek, Monaco di Baviera                                                                        | Germania | |       |
|          | Madonna della Torre                                                               | c. 1509      | 76.5×63 cm                                                                                        | olio su tavola trasportato su tela | National Gallery, Londra                                                                                  | Regno Unito | |       |
|          | Ritratto di Fedra Inghirami                                                       | c. 1509      | 90×62 cm                                                                                          | olio su tavola                     | Galleria Palatina di Palazzo Pitti, Firenze                                                               | Italia | | [ 4 ] |
|          | Ritratto di Fedra Inghirami                                                       | c. 1509      | 89.7×62.2 cm                                                                                      | olio su tavola                     | Isabella Stewart-Gardner Museum, Boston                                                                   | Stati Uniti | |       |
|          | Ritratto del cardinale Alessandro Farnese                                         | c. 1509–1511 | 139×91 cm                                                                                         | olio su tavola                     | Museo nazionale di Capodimonte, Napoli                                                                    | Italia | |       |
|          | Ritratto di cardinale                                                             | c. 1510      | 79×61 cm                                                                                          | olio su tavola                     | Museo del Prado, Madrid                                                                                   | Spagna | |       |
|          | Madonna Aldobrandini                                                              | c. 1510      | 38×33 cm                                                                                          | olio su tavola                     | National Gallery, Londra                                                                                  | Regno Unito | |       |
|          | Madonna del Diadema blu                                                           | c. 1510–1511 | 68×44 cm                                                                                          | olio su tavola                     | Museo del Louvre, Parigi                                                                                  | Francia | Con aiuti. |       |
|          | Madonna d'Alba                                                                    | c. 1511      | 98 cm di diametro (tondo)                                                                         | olio su tavola trasportato su tela | National Gallery of Art, Washington                                                                       | Stati Uniti | |       |
|          | Madonna del Velo                                                                  | c. 1511–1512 | 120×90 cm                                                                                         | olio su tavola                     | Museo Condé, Chantilly                                                                                    | Francia | |       |
|          | Madonna di Foligno                                                                | c. 1511–1512 | 320×194 cm                                                                                        | olio su tavola trasportato su tela | Pinacoteca vaticana                                                                                       | Città del Vaticano | |       |
|          | Ritratto di Giulio II                                                             | c. 1511–1512 | 108×80.7 cm                                                                                       | olio su tavola                     | National Gallery, Londra                                                                                  | Regno Unito | Originale del dipinto, ne esistono varie copie autografe. |       |
|          | Ritratto di Giulio II                                                             | c. 1512      | 107×80 cm                                                                                         | olio su tavola                     | Galleria degli Uffizi, Firenze                                                                            | Italia | A lungo fu ritenuto essere il dipinto originale (o la prima versione), riconosciuto poi nell'esemplare di Londra.                                                |       |
|          | Madonna di Leone X                                                                | 1513         | 119x82,5 cm                                                                                       | olio su tela                       | Collezione privata, Zurigo                                                                                | Svizzera | |       |
|          | Madonna dei Candelabri                                                            | c. 1513–1514 | 65 cm di diametro (tondo)                                                                         | olio su tavola trasportato su tela | Walters Art Museum, Baltimora                                                                             | Stati Uniti | Con aiuti. |       |
|          | Madonna Sistina                                                                   | c. 1513–1514 | 265×196 cm                                                                                        | olio su tela                       | Gemäldegalerie Alte Meister, Dresda                                                                       | Germania | |       |
|          | Madonna dell'Impannata                                                            | c. 1513–1514 | 158×125 cm                                                                                        | olio su tavola                     | Galleria Palatina di Palazzo Pitti, Firenze                                                               | Italia | Con aiuti. |       |
|          | Madonna della Seggiola                                                            | c. 1513–1514 | 71 cm di diametro (tondo)                                                                         | olio su tavola                     | Galleria Palatina di Palazzo Pitti, Firenze                                                               | Italia | |       |
|          | Madonna della Tenda                                                               | c. 1513–1514 | 68.5×51.2 cm                                                                                      | olio su tavola                     | Alte Pinakothek, Monaco di Baviera                                                                        | Germania | Con aiuti. |       |
|          | Ritratto di giovane uomo                                                          | c. 1513–1514 | 72×56 m                                                                                           | olio su tavola                     | Ubicazione sconosciuta dal 1945, precedentemente conservato nel Museo Czartoryski di Cracovia in Polonia. | L'opera venne trafugata dai nazisti durante la seconda guerra mondiale e da quel momento se ne sono perse le tracce; è considerata tra le più importanti opere d'arte perdute. | |       |
|          | Estasi di santa Cecilia                                                           | c. 1514      | 236×149 cm                                                                                        | olio su tavola trasportato su tela | Pinacoteca Nazionale, Bologna                                                                             | Italia | Con aiuti, fra cui Giovanni da Udine. |       |
|          | Madonna del Pesce                                                                 | c. 1514      | 215×158 cm                                                                                        | olio su tavola trasportato su tela | Museo del Prado, Madrid                                                                                   | Spagna | |       |
|          | La Velata                                                                         | c. 1514–1515 | 82×60.5 cm                                                                                        | olio su tela                       | Galleria Palatina di Palazzo Pitti, Firenze                                                               | Italia | |       |
|          | Ritratto di Baldassarre Castiglione                                               | c. 1514–1515 | 82×67 cm                                                                                          | olio su tela                       | Museo del Louvre, Parigi                                                                                  | Francia | |       |
|          | Ritratto di Bindo Altoviti                                                        | c. 1515      | 60×44 cm                                                                                          | olio su tavola                     | National Gallery of Art, Washington                                                                       | Stati Uniti | |       |
|          | Ritratto di giovane                                                               | c. 1515-1520 | 43,8×29 cm                                                                                        | olio su tavola                     | Museo Thyssen-Bornemisza, Madrid                                                                          | Spagna | Con aiuti, probabilmente Giulio Romano. |       |
|          | Ritratto del cardinal Bibbiena                                                    | c. 1516      | 85×66.3 cm                                                                                        | olio su tela                       | Galleria Palatina di Palazzo Pitti, Firenze                                                               | Italia | Con aiuti. |       |
|          | Ritratto di Andrea Navagero e Agostino Beazzano                                   | c. 1516      | 76×107 cm                                                                                         | olio su tela                       | Galleria Doria Pamphilj, Roma                                                                             | Italia | |       |
|          | San Giovannino nel deserto                                                        | c. 1516–1517 | 135×142 cm                                                                                        | olio su tavola trasportato su tela | Museo del Louvre, Parigi                                                                                  | Francia | Con aiuti. |       |
|          | Madonna del Passeggio                                                             | c. 1516–1518 | 88×62 cm                                                                                          | olio su tavola                     | National Gallery of Scotland, Edimburgo                                                                   | Regno Unito | Con aiuti, forse Giovan Francesco Penni. |       |
|          | Spasimo di Sicilia                                                                | c. 1516–1517 | 318×229 cm                                                                                        | olio su tavola trasportato su tela | Museo del Prado, Madrid                                                                                   | Spagna | Firmato "RAPHAEL VRBINAS". |       |
|          | Visitazione                                                                       | c. 1517–1518 | 200×145 cm                                                                                        | olio su tavola trasportato su tela | Museo del Prado, Madrid                                                                                   | Spagna | Firmato "RAPHAEL VRBINAS F.[ecit] MARINVS BRANCONIVS F. F.". |       |
|          | Visione di Ezechiele                                                              | c. 1518      | 40.7×29.5 cm                                                                                      | olio su tavola                     | Galleria Palatina di Palazzo Pitti, Firenze                                                               | Italia | L'opera, precedentemente considerata di Giulio Romano, è oggi attribuita alla sola mano di Raffaello.                                                            |       |
|          | San Michele sconfigge Satana (Grande San Michele)                                 | 1518         | 268×160 cm                                                                                        | olio su tavola trasportato su tela | Museo del Louvre, Parigi                                                                                  | Francia | Firmato e datato "RAPHAEL VRBINAS PINGEBAT M.D.XVIII". |       |
|          | Sacra Famiglia di Francesco I (Grande Sacra Famiglia)                             | 1518         | 207×140 cm                                                                                        | olio su tavola trasportato su tela | Museo del Louvre, Parigi                                                                                  | Francia | Con aiuti. Firmato e datato "RAPHAEL VRBINAS S[anti] PINGEBAT MDXVIII".                                                                                          |       |
|          | Sacra Famiglia sotto la quercia                                                   | c. 1518      | 144×110 cm                                                                                        | olio su tavola                     | Museo del Prado, Madrid                                                                                   | Spagna | Con aiuti, o forse opera di Giulio Romano su disegno di Raffaello. Ne esistono varie copie.                                                                      |       |
|          | Ritratto di Dona Isabel de Requesens                                              | c. 1518      | 120×95 cm                                                                                         | olio su tavola trasportato su tela | Museo del Louvre, Parigi                                                                                  | Francia | Attribuzione autografa incerta, certamente con aiuti (Giulio Romano). Successivamente restaurata da Francesco Primaticcio.                                       |       |
|          | Santa Margherita                                                                  | c. 1518      | 178×122 cm                                                                                        | olio su tavola trasportato su tela | Museo del Louvre, Parigi                                                                                  | Francia | Opera di Giulio Romano su disegno di Raffaello. Successivamente restaurata da Francesco Primaticcio.                                                             |       |
|          | Santa Margherita e il drago                                                       | c. 1518      | 192×122 cm                                                                                        | olio su tavola                     | Kunsthistorisches Museum, Vienna                                                                          | Austria | |       |
|          | Ritratto di Lorenzo de' Medici, duca di Urbino                                    | c. 1518      | 97×79 cm                                                                                          | olio su tela                       | Collezione privata                                                                                        | - | |       |
|          | Madonna della Rosa                                                                | c. 1518      | 103×84 cm                                                                                         | olio su tavola                     | Museo del Prado, Madrid                                                                                   | Spagna | |       |
|          | Madonna del Divino amore                                                          | c. 1518      | 152×125 cm                                                                                        | olio su tavola                     | Museo nazionale di Capodimonte, Napoli                                                                    | Italia | |       |
|          | San Giovannino                                                                    | c. 1518–1520 | 135×147 cm                                                                                        | olio su tela                       | Galleria degli Uffizi, Firenze                                                                            | Italia | Opera di bottega probabilmente su disegno di Raffaello. Ne esistono varie copie.                                                                                 |       |
|          | Piccola Sacra Famiglia                                                            | c. 1518–1519 | 38×32 cm                                                                                          | olio su tavola                     | Museo del Louvre, Parigi                                                                                  | Francia | Attribuita alla bottega di Raffaello, probabilmente opera di Giulio Romano.                                                                                      |       |
|          | Ritratto di giovane donna                                                         | c. 1518–1519 | 60×40 cm                                                                                          | olio su tavola                     | Museo di Belle Arti, Strasburgo                                                                           | Francia | L'intervento di Raffaello è messo in discussione, certamente opera realizzata in collaborazione o interamente dalla sua bottega, probabilmente da Giulio Romano. |       |
|          | Ritratto di Leone X con i cardinali Giulio de' Medici e Luigi de' Rossi           | c. 1518–1519 | 155.2×118.9 cm                                                                                    | olio su tavola                     | Galleria degli Uffizi, Firenze                                                                            | Italia | Ne furono realizzate varie copie. |       |
|          | La Fornarina                                                                      | c. 1518–1519 | 85×60 cm                                                                                          | olio su tavola                     | Galleria Nazionale d'Arte Antica di Palazzo Barberini, Roma                                               | Italia | Forse con aiuti o ritoccato in seguito alla morte di Raffaello. Firmato "RAPHAEL VRBINAS".                                                                       |       |
|          | Autoritratto con un amico                                                         | c. 1518–1520 | 99×83 cm                                                                                          | olio su tela                       | Museo del Louvre, Parigi                                                                                  | Francia | |       |
|          | Perla di Modena                                                                   | c. 1518–1520 | 35×30 cm                                                                                          | olio su tavola                     | Galleria Estense, Modena                                                                                  | Italia | Attribuita a Raffaello come autografa, è realisticamente ritenuta essere una prima versione de La Perla di Madrid, della quale rappresenta un dettaglio.         |       |
|          | La Perla                                                                          | c. 1518–1520 | 147×116 cm                                                                                        | olio su tavola                     | Museo del Prado, Madrid                                                                                   | Spagna | Probabile opera di Giulio Romano su disegno di Raffaello. |       |
|          | Trasfigurazione                                                                   | c. 1518–1520 | 405×278 cm                                                                                        | olio su tavola                     | Pinacoteca vaticana                                                                                       | Città del Vaticano | Ultima opera di Raffaello, che vi lavorò fino alla morte e venne poi completata dalla sua bottega. Ne esistono molte copie.                                      |       |

## Disegni e cartoni
Sono esclusi da questa lista quei disegni attribuiti alla scuola/bottega di Raffaello.
| Immagine | Titolo | Data              | Dimensioni   | Tecnica                                                                   | Luogo, città e Paese di conservazione                              | Annotazioni | N.     |
| -------- | --- | ----------------- | ------------ | ------------------------------------------------------------------------- | ------------------------------------------------------------------ | --- | ------ |
|          | Testa di Madonna | c. 1501           |              |                                                                           | British Museum, Londra, Regno Unito                                | Studio preparatorio per la Madonna Solly                                                                                              |        |
|          | Enea Silvio Piccolomini parte per il concilio di Basilea | c. 1502           | 70.5×41.5 cm | penna e inchiostro, pennello e inchiostro diluito su carta                | Gabinetto dei Disegni e delle Stampe degli Uffizi, Firenze, Italia | Studio preparatorio per uno degli affreschi della Libreria Piccolomini                                                                |        |
|          | Testa di San Giacomo | c. 1502–1504      | 27.4×21.6 cm | gesso nero su carta                                                       | British Museum, Londra, Regno Unito                                | Studio preparatorio per un dettaglio dell'Incoronazione della Pala degli Oddi                                                         | [ 6 ]  |
|          | Madonna col Bambino | c. 1503           | 11.4×13 cm   | penna e inchiostro su carta                                               | Ashmolean Museum, Oxford, Regno Unito                              | Studio preparatorio per la Madonna di Pasadena                                                                                        |        |
|          | Studio di una figura seduta e una mano con libro | c. 1503           | 26.3×18.9 cm | punta d'argento su carta                                                  | Palais des Beaux-Arts de Lille, Lilla, Francia                     | Studi preparatori per la Madonna di Pasadena                                                                                          |        |
|          | Busto di giovane donna di profilo | c. 1503–1505      | 25.4×16 cm   | pietra nera, biacca, stilo, penna e inchiostro su carta                   | Gabinetto dei Disegni e delle Stampe degli Uffizi, Firenze, Italia | | [ 7 ]  |
|          | Madonna col Bambino | c. 1504           | 21.1×18.4 cm | pietra nera, sfumino, stilo su carta                                      | Gabinetto dei Disegni e delle Stampe degli Uffizi, Firenze, Italia | Studio preparatorio per la Madonna del Granduca                                                                                       | [ 8 ]  |
|          | Tre uomini nudi in piedi | c. 1504–1505      | 24.3×14.8 cm | inchiostro e gesso nero su carta                                          | British Museum, Londra, Regno Unito                                | |        |
|          | San Giorgio e il Drago | c. 1505–1506      | 26×21 cm     | penna e inchiostro su carta                                               | Gabinetto dei Disegni e delle Stampe degli Uffizi, Firenze, Italia | Studio preparatorio per il San Giorgio e il Drago di Washington                                                                       |        |
|          | Ritratto di dama | c. 1505–1506      | 22×15.8 cm   | penna e inchiostro su carta                                               | Museo del Louvre, Parigi, Francia                                  | Studio preparatorio per la Dama col liocorno                                                                                          |        |
|          | Leda col Cigno | c. 1505–1507      | 31×19.2 cm   | penna e inchiostro su carta                                               | Castello di Windsor, Windsor, Regno Unito                          | Studio della perduta Leda col cigno di Leonardo da Vinci                                                                              |        |
|          | Entrata del Pantheon | c. 1506           |              | penna e inchiostro su carta                                               | Gabinetto dei Disegni e delle Stampe degli Uffizi, Firenze, Italia | |        |
|          | Interno del Pantheon | c. 1506           | 27.7×40.7 cm | penna e inchiostro su carta                                               | Gabinetto dei Disegni e delle Stampe degli Uffizi, Firenze, Italia | |        |
|          | Madonna col Bambino e San Giovannino; in alto a sinistra, Studio per il braccio destro di San Giovannino; in alto a destra, Studio per un drappeggio (fronte)Studio di un nudo maschile (retro) | c. 1506–1507      | 22.4×15.8 cm | sanguigna su carta (fronte)penna e inchiostro bruno su carta (retro)      | Metropolitan Museum of Art, New York, Stati Uniti d'America        | Studi preparatori per la Madonna del Belvedere (fronte)                                                                               | [ 9 ]  |
|          | Busto di donna di profilo | c. 1507           | 26.4×18.8 cm | penna e inchiostro su carta                                               | Gabinetto dei Disegni e delle Stampe degli Uffizi, Firenze, Italia | Studio preparatorio per la Deposizione Borghese                                                                                       | [ 10 ] |
|          | Deposizione | c. 1507           | 23×31.9 cm   | penna e inchiostro su carta                                               | British Museum, Londra, Regno Unito                                | Studio preparatorio per la Deposizione Borghese                                                                                       |        |
|          | Deposizione | c. 1507           | 25×16.9 cm   | penna e inchiostro su carta                                               | British Museum, Londra, Regno Unito                                | Studio preparatorio per la Deposizione Borghese                                                                                       |        |
|          | La Vergine sorretta dalle pie donne | c. 1507           | 28.9×20.1 cm | penna e inchiostro su carta                                               | British Museum, Londra, Regno Unito                                | Studio preparatorio per la Deposizione Borghese                                                                                       |        |
|          | Deposizione | c. 1507           | 20.9×32 cm   | penna e inchiostro su carta                                               | British Museum, Londra, Regno Unito                                | Studio preparatorio per la Deposizione Borghese                                                                                       |        |
|          | Studi per Madonne col Bambino | c. 1507           | 25.8×18.8 cm | penna e inchiostro su carta                                               | British Museum, Londra, Regno Unito                                | |        |
|          | San Matteo | c. 1507           | 31.9×23 cm   | penna e inchiostro su carta                                               | British Museum, Londra, Regno Unito                                | Studio della statua di San Matteo di Michelangelo Buonarroti                                                                          |        |
|          | Studio per la Disputa | c. 1508           | 24.7×40.1 cm | penna e inchiostro su carta                                               | British Museum, Londra, Regno Unito                                | Studio preparatorio per un dettaglio della Disputa del Sacramento                                                                     |        |
|          | Lucrezia | c. 1508–1510      | 39.7×29.2 cm | penna e inchiostro su gesso nero su carta                                 | Metropolitan Museum of Art, New York, Stati Uniti d'America        | | [ 11 ] |
|          | Adamo | c. 1509           | 35.7×21 cm   | pietra nera naturale e biacca su carta                                    | Gabinetto dei Disegni e delle Stampe degli Uffizi, Firenze, Italia | Studio preparatorio per l'Adamo della Disputa del Sacramento                                                                          | [ 12 ] |
|          | Scuola di Atene | c. 1509           | 28.5×80.4 cm | carboncino e biacca su carta                                              | Pinacoteca Ambrosiana, Milano, Italia                              | Cartone preparatorio per la Scuola di Atene                                                                                           | [ 13 ] |
|          | Studio di teste di Madonna e Bambino | c. 1509–1511      | 14.3×11 cm   | punta d'argento                                                           | British Museum, Londra, Regno Unito                                | |        |
|          | Studio per un bambino in torsione | c. 1509–1511      | 16.8×11.9 cm | punta d'argento                                                           | British Museum, Londra, Regno Unito                                | |        |
|          | Testa di una musa | c. 1510           | 12×8.7 cm    | gesso nero e stilo su carta                                               | Collezione privata                                                 | |        |
|          | Studi per la Madonna d'Alba (fronte e retro) | c. 1511           | 42.2×27.2 cm | sanguigna e penna su carta                                                | Palais des Beaux-Arts de Lille, Lilla, Francia                     | Studi preparatori per la Madonna d'Alba                                                                                               | [ 14 ] |
|          | Giovane donna seduta al parapetto di una finestra e altri studi, di figura e architettonici | c. 1511–1514      | 26.8×34.6 cm | penna e inchiostro, pennello e inchiostro diluito su carta                | Gabinetto dei Disegni e delle Stampe degli Uffizi, Firenze, Italia | | [ 15 ] |
|          | Piantina della Cappella Chigi | c. 1512           | 31.5×27 cm   | compasso, penna, pennello e lavaggio con inchiostro su carta squadrata    | Gabinetto dei Disegni e delle Stampe degli Uffizi, Firenze, Italia | |        |
|          | Studi di Cristo bambino | c. 1513–1514      | 22×16.7 cm   | sanguigna su carta                                                        | Metropolitan Museum of Art, New York, Stati Uniti d'America        | | [ 16 ] |
|          | Putto che trasporta l'anello con piume dei Medici | c. 1513–1514      | 33.9×18.6 cm | gess nero e bianco su carta                                               | Museo Teylers, Haarlem, Paesi Bassi                                | |        |
|          | San Paolo | c. 1514           |              | sanguigna su carta                                                        | Museo Teylers, Haarlem, Paesi Bassi                                | |        |
|          | Studio per la Predica | c. 1514–1515      | 27.8×41.8 cm | sanguigna e stilo su carta                                                | Gabinetto dei Disegni e delle Stampe degli Uffizi, Firenze, Italia | Studio preparatorio per il cartone della Predica di san Paolo                                                                         |        |
|          | Pesca miracolosa | c. 1515–1516      | 320×390 cm   | tempera su carta, montata su tela                                         | Victoria and Albert Museum, Londra, Regno Unito                    | È uno dei sette cartoni originali sopravvissuti di quei dieci cartoni dipinti per la realizzazione dei cosiddetti Arazzi di Raffaello | [ 17 ] |
|          | Predica di san Paolo | c. 1515–1516      | 320×390 cm   | tempera su carta, montata su tela                                         | Victoria and Albert Museum, Londra, Regno Unito                    | È uno dei sette cartoni originali sopravvissuti di quei dieci cartoni dipinti per la realizzazione dei cosiddetti Arazzi di Raffaello | [ 18 ] |
|          | Consegna delle chiavi | c. 1515–1516      | 320×390 cm   | tempera su carta, montata su tela                                         | Victoria and Albert Museum, Londra, Regno Unito                    | È uno dei sette cartoni originali sopravvissuti di quei dieci cartoni dipinti per la realizzazione dei cosiddetti Arazzi di Raffaello | [ 19 ] |
|          | Morte di Anania | c. 1515–1516      | 320×390 cm   | tempera su carta, montata su tela                                         | Victoria and Albert Museum, Londra, Regno Unito                    | È uno dei sette cartoni originali sopravvissuti di quei dieci cartoni dipinti per la realizzazione dei cosiddetti Arazzi di Raffaello | [ 20 ] |
|          | Guarigione dello storpio | c. 1515–1516      | 320×390 cm   | tempera su carta, montata su tela                                         | Victoria and Albert Museum, Londra, Regno Unito                    | È uno dei sette cartoni originali sopravvissuti di quei dieci cartoni dipinti per la realizzazione dei cosiddetti Arazzi di Raffaello | [ 21 ] |
|          | Punizione di Elima | c. 1515–1516      | 320×390 cm   | tempera su carta, montata su tela                                         | Victoria and Albert Museum, Londra, Regno Unito                    | È uno dei sette cartoni originali sopravvissuti di quei dieci cartoni dipinti per la realizzazione dei cosiddetti Arazzi di Raffaello | [ 22 ] |
|          | Sacrificio di Listra | c. 1515–1516      | 320×390 cm   | tempera su carta, montata su tela                                         | Victoria and Albert Museum, Londra, Regno Unito                    | È uno dei sette cartoni originali sopravvissuti di quei dieci cartoni dipinti per la realizzazione dei cosiddetti Arazzi di Raffaello | [ 23 ] |
|          | Ritratto di giovane uomo | c. 1515–1517      |              | sanguigna su carta                                                        | Museo Teylers, Haarlem, Paesi Bassi                                | |        |
|          | Uomo con le braccia distese | c. 1516–1518      |              | sanguigna su carta                                                        | Museo Teylers, Haarlem, Paesi Bassi                                | |        |
|          | Studio di due Angeli | c. 1517–1518      |              | sanguigna su carta                                                        | Museo Teylers, Haarlem, Paesi Bassi                                | |        |
|          | Ebe e Proserpina | c. 1517–1518      | 25.7×17.4 cm | sanguigna su carta                                                        | Museo Teylers, Haarlem, Paesi Bassi                                | Studio preparatorio per un dettaglio del ciclo di affreschi della Loggia di Psiche                                                    |        |
|          | Psiche offre a Venere l'acqua dello Stige | c. 1517–1518      | 26.3×19.7 cm | sanguigna su carta                                                        | Museo del Louvre, Parigi, Francia                                  | Studio preparatorio per un dettaglio del ciclo di affreschi della Loggia di Psiche                                                    |        |
|          | Tre Grazie | c. 1517–1518      | 20.3×25.8 cm | sanguigna su carta                                                        | Castello di Windsor, Windsor, Regno Unito                          | Studio preparatorio per un dettaglio del ciclo di affreschi della Loggia di Psiche                                                    |        |
|          | Uomo con braccio sinistro sollevato e braccio destro abbassato | c. 1518           |              | sanguigna su carta                                                        | Museo Teylers, Haarlem, Paesi Bassi                                | |        |
|          | Giosuè si rivolge agli israeliti a Sichem | c. 1518           |              | gesso nero, penna e pennello in inchiostro marrone, gesso bianco su carta | Museo Teylers, Haarlem, Paesi Bassi                                | |        |
|          | Putto con gli attributi di Vulcano | c. 1518           |              | sanguigna su carta                                                        | Museo Teylers, Haarlem, Paesi Bassi                                | |        |
|          | Madonna col Bambino | c. 1518           | 33.6×21.4 cm | sanguigna e stilo su carta                                                | Gabinetto dei Disegni e delle Stampe degli Uffizi, Firenze, Italia | Studio preparatorio per la Sacra Famiglia di Francesco I                                                                              |        |
|          | Testa di Apostolo | c. 1518–1520      | 26.5×19.8 cm | gesso nero su carta                                                       | British Museum, Londra, Regno Unito                                | Studio preparatorio per un dettaglio della Trasfigurazione                                                                            |        |
|          | Testa di Sant'Andrea di profilo a destra | c. 1518–1520      | 39.9×35 cm   | gesso nero su carta                                                       | British Museum, Londra, Regno Unito                                | Studio preparatorio per un dettaglio della Trasfigurazione                                                                            | [ 24 ] |
|          | Studi delle teste di due Apostoli e delle loro mani | c. 1518–1520      | 49.9×36.4 cm | gesso nero e bianco su carta                                              | Ashmolean Museum, Oxford, Regno Unito                              | Studi preparatori per dettagli della Trasfigurazione                                                                                  |        |
|          | Studio di due Apostoli | c. 1518–1520      | 32.8×23.2 cm | sanguigna e stilo su carta                                                | Chatsworth House, Derbyshire, Regno Unito                          | Studio preparatorio per un dettaglio della Trasfigurazione                                                                            |        |
|          | Scuola di Atene | inizio XVI secolo | 29×43 cm     | penna e inchiostro su carta                                               | Gabinetto dei Disegni e delle Stampe degli Uffizi, Firenze, Italia | Studio preparatorio per la Scuola di Atene                                                                                            |        |
|          | Un soldato davanti alla cella di San Pietro | inizio XVI secolo | 27.5×25.4 cm | penna e inchiostro su carta                                               | Gabinetto dei Disegni e delle Stampe degli Uffizi, Firenze, Italia | |        |
|          | Studi di Madonna col Bambino | inizio XVI secolo | 17.3×21 cm   | penna e inchiostro su carta                                               | Gabinetto dei Disegni e delle Stampe degli Uffizi, Firenze, Italia | |        |